# Barret de copa
|  | Per a altres significats, vegeu «barret de copa alta». |

Barret de copa (títol original en anglès Top Hat) és una pel·lícula dirigida l'any 1935 per Mark Sandrich. La partitura és d'Irving Berlin i la parella protagonista és Ginger Rogers i Fred Astaire.
Segurament és la més popular de la fructífera i reeixida col·laboració entre Fred Astaire i Ginger Rogers durant els anys trenta. Una meravellosa comèdia musical que va comptar amb brillants diàlegs. Va obtenir 4 nominacions als Oscars: millor pel·lícula, direcció artística, direcció de ball i millor cançó.
L'alegre divorciada ja va ser un producte fet a la seva mida i després, van venir títols com Roberta, Seguim la flota i aquest Barret de copa, que va consolidar una col·laboració que va fer història. Darrere l'obra hi ha la partitura d'Irving Berlin, amb cançons com el cèlebre Cheek to Cheek.

## Argument
Jerry Travers, un astre de la comèdia musical americana, arriba a Londres i s'instal·la a l'habitació del productor de la seva obra, Horace Hardwick. L'atzar li fa conèixer a la bella model Dale Tremont, qui s'allotja a l'habitació de sota. Ella el pren, erròniament, per Hardwick i, en assabentar-se que està casat (en realitat, i encara que no ho sap, amb una amiga seva, Madge), el rebutja i viatja amb el seu cap, el modista Alberto Beddini, a Venècia, on per despit, es casarà amb ell.

## Repartiment
- Fred Astaire: Jerry Travers.
- Ginger Rogers: Dale Tremont.
- Edward Everett Horton: Horace Hardwick.
- Erik Rhodes: Alberto Beddini.
- Helen Broderick: Madge Hardwick.
- Eric Blore: Bates.
- Lucille Ball: dependenta d'una floristeria.